# Paweł Chomicz
Paweł Chomicz (ros. Павел Семенович Хомич, Pawieł Siemionowicz Chomicz; biał. Павал Хоміч, Pawał Chomicz; ur. 5 października?/17 października 1893 w Wołkowysku, zm. 10 września 1942 w Leningradzie) – ksiądz rzymskokatolicki pełniący, po wyjeździe ks. Michela Florenta, obowiązki apostolskiego administratora Leningradu, nowomęczennik, Sługa Boży.

## Biografia
Urodził się w guberni grodzieńskiej Imperium Rosyjskiego w rodzinie prawosławnej. Jego ojciec, Siemion Chomicz, był przysięgłym księgowym powiatowego urzędu skarbowego. 22 października 1905 roku Paweł Chomicz wraz z rodzicami przeszedł na katolicyzm obrządku łacińskiego, co zapewne wiązało się z edyktem tolerancyjnym wydanym w efekcie rewolucji 1905 roku oraz z przynależnością przodków do Kościoła greckounickiego.
Ukończył Rzymskokatolickie Seminarium Duchowne w Piotrogrodzie i przyjął święcenia kapłańskie w 1916 roku. Następnie rozpoczął studia na Cesarskiej Rzymskokatolickiej Akademii Duchownej w Piotrogrodzie oraz pracę w piotrogrodzkich parafiach. Rewolucja 1917 roku spowodowała przerwanie studiów. W 1918 roku pracował jako duszpasterz przy kaplicy św. Józefa w Wyricy, zaś dwa lata później był proboszczem kościoła Przenajświętszej Trójcy w Pskowie. W późniejszych latach pełnił funkcję proboszcza w różnych parafiach Piotrogrodu (Leningradu) (m.in. św. Kazimierza) i obwodu piotrogrodzkiego (leningradzkiego). Z polecenia biskupa Antoniego Maleckiego był też przełożonym wszystkich wspólnot tercjarzy zakonu św. Franciszka w Rosji.
Został aresztowany w 1926 roku w Leningradzie i osadzony na 10 lat w łagrze na Wyspach Sołowieckich (Sołowiecki Obóz Specjalnego Przeznaczenia (SŁON)), gdzie był jednym z organizatorów łagrowego życia religijnego. Następnie przebywał w Kostromie, Kałudze i na Syberii. W 1939 roku powrócił do Leningradu, gdzie kontynuował działalność religijną, m.in. odprawiając w mieszkaniach tajne msze św.
Po wyjeździe ks. Michela Florenta w 1941 roku przejął obowiązki apostolskiego administratora Leningradu. Został aresztowany w 1942 roku (w okresie blokady Leningradu) i skazany na śmierć. Rozstrzelany 10 września 1942 r. w Leningradzie.  
W 2003 roku rozpoczął się oficjalny proces beatyfikacyjny ks. Pawła Chomicza.